# ヤーンボミング
- ヤーン・ボミング
- ヤーンボンビング
- ヤーン・ボンビング

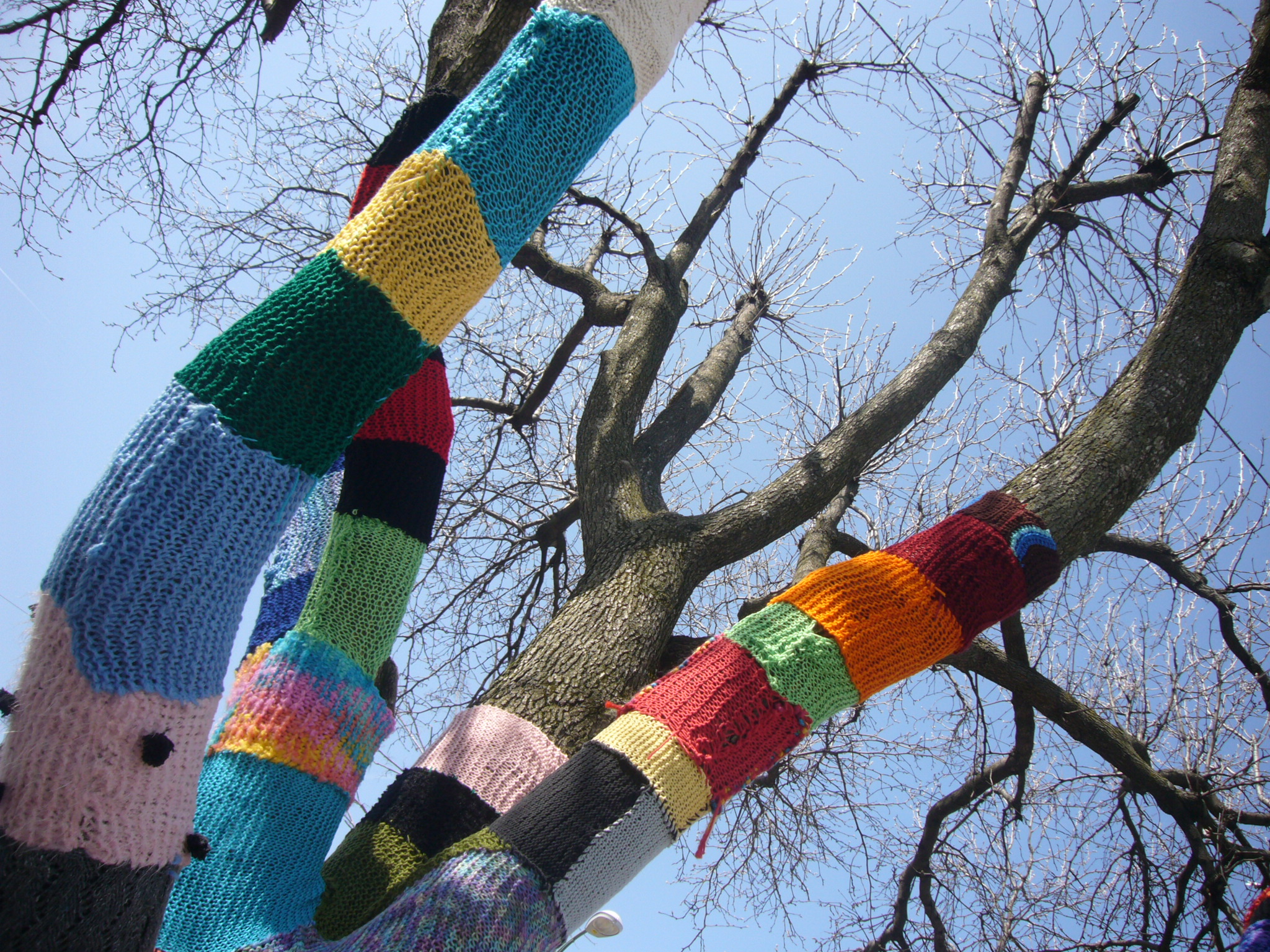
ヤーンボミングされた木の幹(Shrewdcat作、2008年、オハイオ州イエロースプリングス)

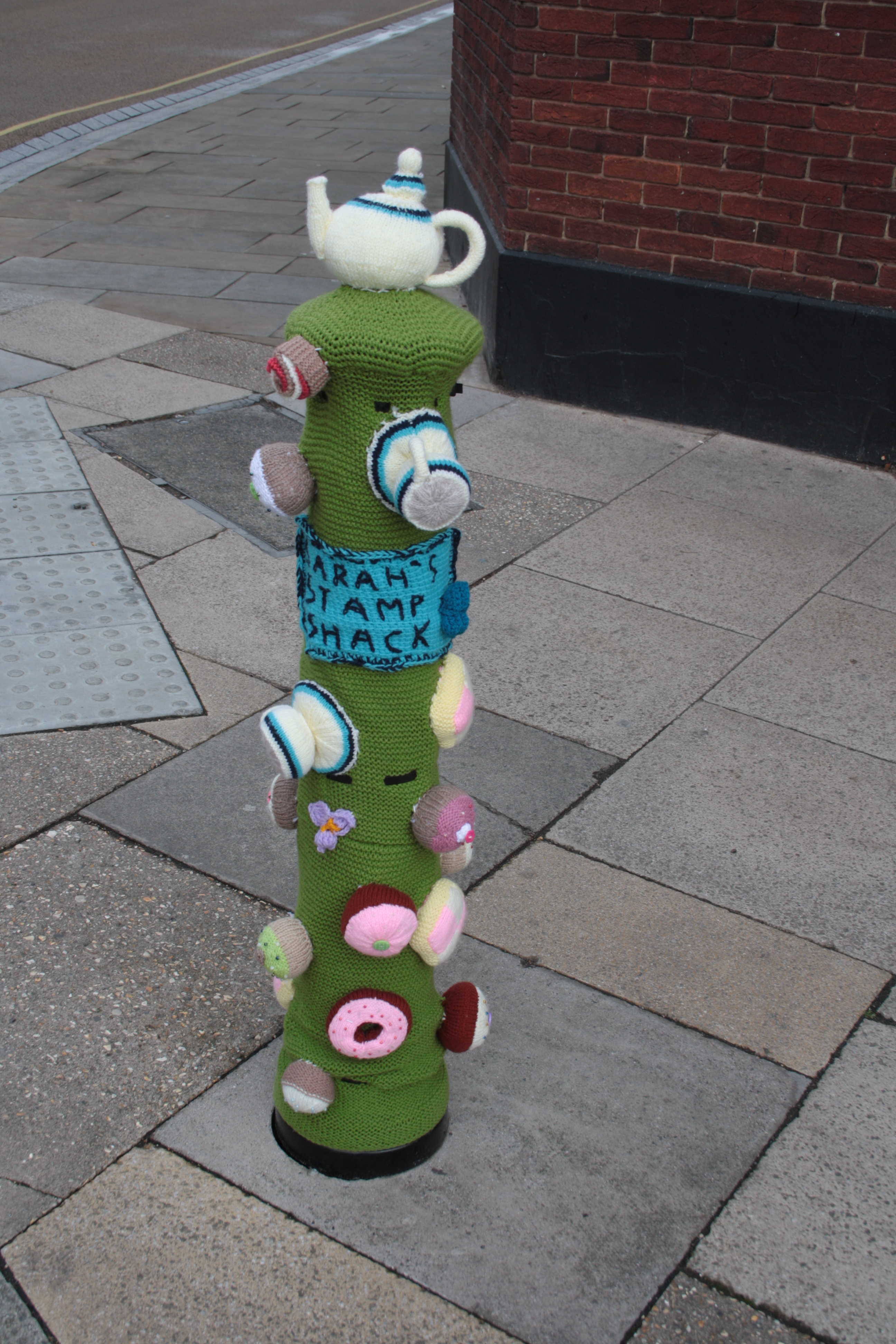
ヤーンボミングされた障害物標識（Peter Olding作、2017年、イギリスのロムジー)

ヤーンボミング（Yarn bombingまたはyarnbombing、直訳すると「糸爆弾」）とは、カラフルな編み物やかぎ針編みを使ったストリートアートのこと。ヤーンストーミング（yarn storming）、ゲリラ編み（guerrilla knitting）、ニフィティ (kniffiti) 、アーバン・ニッティング（urban knitting）、グラフィティーニッティング（graffiti knitting）とも呼ばれる。

## 歴史
アメリカ合衆国の発祥と言われる。テキサスの編み手たちが編み物の余った糸を使って何かできないと考えた末に生まれた。
ムーブメントを始めたのはヒューストンのマグダ・セイエグ (Magda Sayeg) で、2005年、自身のブティックのドアノブをカスタムメイドの保温カバーで覆った時に思いついたという。
ヤーンボミングはその後、世界に広まった。
イギリスのロンドンでは2009年、ローレン・オファレル (Lauren O'Farrell、別名Deadly Knitshade） が、編み物ストリートアート集団「ニット・ザ・シティ (Knit the City) 」を設立し、8月に「Web of Woe」と題したインスタレーションを発表した。手作りのあみぐるみを使って物語を語り、またテーマを主張した。さらに、暴力的な響きのするヤーンボミングに代わるヤーンストーミングという語を造った。
2011年、カナダのレスブリッジではジョーン・マヴィチャック (Joann Matvichuk) が6月11日を「国際ヤーンボミング・デー」とすると提唱した。
2011年9月9日には、オクラホマシティのショッピング地区がヤーンボミングされた。
ヤーンボミングは都市部で行われることが多いが、アメリカのアーティスト、スティーヴン・ドゥニア (Stephen Duneier) は2012年からロス・パドレス国立森林公園の原生林を（許可を得たうえで）ヤーンボミングした。
かぎ針編み彫刻の巨大展示でギネス世界記録保持者となったザ・クラフト・クラブ・ヤーンボマーズ（The Craft Club Yarnbombers、メンバーはエマ・カーリー (Emma Curley) 、ヘレン・トマス (Helen Thomas) 、ギャビー・アトキンス (Gabby Atkins) 、クレア・ホワイトヘッド (Claire Whitehead) 、レベッカ・バートン (Rebecca Burton) ） は地元エセックスの郵便ポストを多数ヤーンボミングした。
ヤーンボミングを広告に利用しようという動きも出てきた。2013年、前述した「ニット・ザ・シティ」はトヨタ自動車からロンドンでのインスタレーションの依頼を受けた。ロンドン・ケイ (London Kaye) はヤーンボミングでヴァレンティノ、ミラー・ライトなどのブランド宣伝を行った。

## 問題点と背景
ヤーンボミングは落書きの一種だが、塗料を使うわけでなく簡単に取り除くことができる。違法とするところもあるが、告訴されることはあまりない。
しかし、そのまま放置した場合、たとえば樹木を覆っている場合、樹液生成や生育に影響を及ぼす可能性がある。さらに、水濡れや、合成繊維による環境への影響も危惧される。
ポーランドのアーティスト、オレク（Olek、本名アガタ・オレクシャク (Agata Oleksiak) ）は海中博物館で無許可のインスタレーションを行ったが、海洋生物に被害を与えたとして訴えられそうになった。
男性的・男性支配的な落書きシーンに、女性の仕事とされていた編み物が参入したことから、ヤーンボミングをフェミニスト運動と同義とする意見もある。
アートのために編み物をするよりも、ホームレスの着るセーターを編むべきだと言う意見もある。

## ギャラリー
- ヤーンボミングされた橋(Sleppa作、2014年、チェゼナーティコ)
- ヤーンボミングされた電柱(Noah Sussman作、2006年、ニューヨーク)
- ヤーンボミングされた車(Joanbanjo作、2013年、スペイン)
- ヤーンボミングされた汽車(Zorro2212作、2013年、ウッチ)
- ヤーンボミングされた自転車(Baykedevries作、2011年、オランダ)
- ヤーンボミングされた石(Rebmobnray作、2014年、ロス・パドレス国立森林公園)
- 10体のエイリアンと24のテント(Rebmobnray作、2015年、ロス・パドレス国立森林公園)
- ヤーンボミングされた戦車(Bilderguru22作、2014年、ドレスデン)
- 『Knit the Bridge』(VitaleBaby作、2013年、ピッツバーグのアンディ・ウォーホル橋)
- ヤーンボミングされたヤン・カルスキ像(Pfadfinder~plwiki作、2015年、ニューヨーク)